# 伏完
伏 完（ふく かん、? - 209年）は、中国後漢末期の人物。後漢最後の皇帝献帝の皇后伏寿（伏皇后）の父。不其侯・侍中。徐州琅邪郡東武県（現在の山東省濰坊市諸城市）の出身。父は伏質（大司農）。妻は劉華（桓帝の娘の陽安公主）。子は伏徳・伏典。

## 生涯
済南の伏生・伏勝の子孫。伏勝の八世伏理（太傅）、伏理の子伏湛（大司徒・陽都侯）、伏湛の四世伏晨の曾孫。伏無忌の孫（侍中・屯騎校尉）にあたるという名門の出であり、皇帝の娘婿として名声が高く、荀彧と親しい仲にあったと言われている。
196年、献帝は洛陽で宮廷を営むと、伏完を輔国将軍・儀同三司とした。しかし伏完は曹操が、自分が外戚の地位にいる事を疎んじているのを見て、印綬を返上した。その上で中散大夫に任命され、やがて屯騎校尉に職を移した。
200年、董承らが曹操暗殺のクーデター未遂事件を起こすと、曹操は献帝の子を妊娠している董承の娘の董貴人さえも処刑した。これに伏皇后は戦慄し、父に曹操は残忍ゆえ排除すべきだという手紙を送った。しかし、伏完が曹操排斥の動きをとらないまま209年に死去すると、子の伏典が後を継ぐことになった。
214年、伏皇后が「曹操の排除」を唱えていたことが明るみに出ると、曹操は伏皇后を「廃后」に処し幽閉した。また伏氏の宗族を処刑した。さらに母方であった陽安公主の一族は、幽州に追放された。これにより曹節が皇后に立てられた。漢王朝の外戚は伏氏が排除されることにより、曹氏へ代わることになった。

## 『三国志演義』の描写
小説『三国志演義』では、献帝が曹操に対してクーデターを起こして失敗した時、処刑された董承の恨みを晴らそうと、伏皇后と共謀して曹操打倒の策を練る。この時、皇后は父に対して書状をやり取りし連絡をとるが、その書状が曹操の手に渡ってしまう。このため、曹操の手によって伏完と伏皇后、そして一族は謀反を企んだとして全て処刑されている。また、伏皇后処刑後に曹節が皇后として輿入れし、曹操による専横がさらに強くなった事にされている。